# Тимофеево (Новгородская область)
Тимофеево — деревня в Пестовском муниципальном районе Новгородской области. Входит в состав Пестовского сельского поселения. Население по всероссийской переписи населения 2010 года — 30 человек (12 мужчин и 18 женщин).
Площадь территории деревни — 27,3 га. Тимофеево находится, на высоте 107 м над уровнем моря, в 1 км к северу от Пестова и 1 км от Мологи.

## История
В списке населённых мест Устюженского уезда Новгородской губернии за 1909 год деревня Тимофеево  указана как относящаяся к Охонской волости (2-го стана, 4-го земельного участка). Население деревни Тимофеево , что была тогда на земле Тимофеевского сельского общества — 141 житель: мужчин — 66, женщин — 75, число жилых строений — 41; имелся хлебозапасный магазин. Затем с 10 июня 1918 года до 31 июля 1927 года в составе Устюженского уезда Череповецкой губернии, затем центр Тимофеевского сельсовета Пестовского района Череповецкого округа Ленинградской области. Население деревни Тимофеево в 1928 году — 145 человек. После укрупнения сельсоветов Ленинградской области в ноябре 1928 года, Тимофеевский и Русско-Пестовский сельсоветы были объединены в Пестовский сельсовет. По постановлению ЦИК и СНК СССР от 23 июля 1930 года Череповецкий округ был упразднён, а район перешёл в прямое подчинение Леноблисполкому. По Указу Президиума Верховного Совета СССР от 5 июля 1944 года Пестовский район был передан из Ленинградской области во вновь образованную Новгородскую область. Во время неудавшейся всесоюзной реформы по делению на сельские и промышленные районы и парторганизации, в соответствии с решениями ноябрьского (1962 года) пленума ЦК КПСС «о перестройке партийного руководства народным хозяйством» с 10 декабря 1962 года был образован, в числе прочих, крупный Пестовский сельский район на территории Дрегельского, Пестовского и Хвойнинского районов, а 1 февраля 1963 года административный Пестовский район в числе прочих был упразднён. Пленум ЦК КПСС, состоявшийся 16 ноября 1964 года восстановил прежний принцип партийного руководства народным хозяйством, после чего Указом Верховного Совета РСФСР от 12 января 1965 года сельские районы были преобразованы вновь в административные районы и решением Новгородского облисполкома № 6 от 14 января 1965 года Пестовский сельсовет и деревня вновь в составе Пестовского района. Решением Новгородского облисполкома № 20 от 15 января 1973 года деревня Русское Пестово была утверждена центром Пестовского сельсовета
С принятием закона от 6 июля 1991 года «О местном самоуправлении в РСФСР» была образована Администрация Пестовского сельсовета (Пестовская сельская администрация), затем Указом Президента РФ № 1617 от 9 октября 1993 года «О реформе представительных органов власти и органов местного самоуправления в Российской Федерации» деятельность Пестовского сельского Совета была досрочно прекращена, а его полномочия переданы Администрации Пестовского сельсовета. По результатам муниципальной реформы, с 2005 года деревня входит в состав муниципального образования — Пестовское сельское поселение Пестовского муниципального района (местное самоуправление), по административно-территориальному устройству подчинена администрации Пестовского сельского поселения Пестовского района. В 2012 году Новгородская областная дума (постановлением № 50-5 ОД от 25.01.2012) постановила уведомить Правительство Российской Федерации об упразднении в числе прочих Пестовского сельсовета Пестовского района.